# Ульмоколініт
Ульмоколініт (рос. ульмоколлинит, англ. ulmocollinite, нім. Ulmocollinit m — у петрографії вугілля — мацерал групи вітриніту, який спостерігається у вигляді безструктурних смуг.